# Pleistodontes claviger
Pleistodontes claviger är en stekelart som först beskrevs av Mayr 1885.  Pleistodontes claviger ingår i släktet Pleistodontes och familjen fikonsteklar. Inga underarter finns listade i Catalogue of Life.